# Memoria (album Erreway)
Memoria è il terzo album in studio del gruppo musicale argentino Erreway, pubblicato il 2 luglio 2004.

## Tracce
1. Memoria – 4:34 (Cris Morena e Carlos Nilson)
2. Sólo sé – 4:22 (Cris Morena e Carlos Nilson)
3. De aquí, de allá – 3:15 (Cris Morena e Carlos Nilson)
4. Asignatura pendiente – 4:00 (Cris Morena e Carlos Nilson)
5. No hay que llorar – 3:38 (Cris Morena e Carlos Nilson)
6. Dame – 4:07 (Cris Morena e Carlos Nilson)
7. Bandera blanca – 3:31 (Cris Morena e Carlos Nilson)
8. Mañana habrá – 3:14 (Cris Morena e Carlos Nilson)
9. Vivo como vivo – 3:18 (Cris Morena e Carlos Nilson)
10. Perdiendo, ganando – 3:22 (Cris Morena e Carlos Nilson)
11. Que se siente – 4:25 (Cris Morena e Carlos Nilson)

## Formazione
- Felipe Colombo – voce
- Benjamín Rojas – voce
- Camila Bordonaba – voce
- Luisana Lopilato – voce